# Sveriges Radio
Sveriges Radio AB (abrégé en SR) est l'entreprise de service public de radio en Suède.
Sveriges Radio émet 4 radios nationales et 27 radios locales sur la bande FM suédoise, en plus d'une radio internationale et de différentes stations diffusées sur d'autres supports (Internet, DAB, AM, satellite).
Fondée en 1925, Sveriges Radio s'appelait Radiotjänst (Service radio), avant d'être renommée Sveriges Radio en 1957. À l'époque, Sveriges Radio se chargeait non seulement de la diffusion radio suédoise mais aussi de la télévision publique. Avant sa division en quatre chaînes en 1979, la location principale a conservé le label Radiohuset (la maison de la radio) : Sveriges Television, Sveriges Utbildningsradio, Sveriges Lokalradio et Sveriges Riksradio. Sveriges Lokalradio et Sveriges Riksradio furent renommées en Sveriges Radio en 1993.
Sveriges Radio est en moyenne écoutée par 4,2 millions d'auditeurs.
Elle financée par la redevance audiovisuelle déterminée par le parlement suédois.

## Stations de radio
Sveriges Radio émet 3 principales radios nationales et des radios locales réunies sous le nom P4 :
- P1 : actualités, les discussions, les pièces de radio. Semblable à BBC Radio 4 et la radio française la plus proche serait un mélange entre France Inter et France Culture.
- P2 : musique classique, au jazz, à la musique folk et à la world music. Comparable à France Musique.
- P3 : destinée aux jeunes. Similaire au Mouv' en France.
- P4 : réseau de stations locales destinées à un public adulte. Analogue à France Bleu.

Autres radios diffusées sur Internet ou en DAB :
- Radio Sweden : station internationale
- SR P7 Sisuradio : en finnois et meänkieli (DAB, web)
- SR Atlas : pop music du monde (Dab, web)
- SR Bubbel : radio pour enfant (web)
- SR c : radio expérimentale d'art (web)
- SR Klassiskt : musique classique (DAB, web)
- SR Minnen : programmes tirés d'archives de Sveriges Radio (DAB, web)
- SR P3 Rockster : rock (web)
- SR P3 Star : hit music (DAB, web)
- SR P3 Street : hiphop et RnB (web)
- SR P3 Svea : musique suédoise moderne (web)
- SR Sápmi : en langues sames (web)
- SR Världen : world music (web)